# 大聖寺 (いすみ市)
大聖寺（だいしょうじ）は、千葉県いすみ市にある天台宗の寺院。山号は阿舎羅山。本尊は不動明王であり、「波切不動」として信仰されている。

## 歴史
宝治2年（1248年）、地元の漁師の妻が海中で発見した不動明王像を安置したと伝えられる。

## 文化財

### 重要文化財（国指定）
- 不動堂 - 桁行三間、梁間三間、一重、寄棟造、茅葺。室町時代後期（1467年-1572年）の建立。この不動堂は、いすみ市岬町鴨根の清水寺から移されたものという。大正5年（1916年）5月24日指定。

## 所在地・アクセス
- 千葉県いすみ市大原10676
- JR外房線・いすみ鉄道 大原駅より徒歩約15分